# Cycle Collstrop
Cycle Collstrop (Kod UCI: COS) – belgijska (w 2007 szwedzka, a w 2008 holenderska) zawodowa grupa kolarska istniejąca w latach 2004–2008. Drużyna w sezonie 2007 znalazła się w elitarnym gronie UCI Pro Tour. Sponsorem grupy do 2007 był serwis internetowy Unibet.com, zajmujący się zakładami bukmacherskimi. We Francji, ze względu na regulacje prawne dotyczące zakładów, grupa była zmuszona występować pod nazwą pobocznego sponsora – Canyon.com. Pod koniec 2007, w związku z aferą dopingową „Operación Puerto” firma Unibet.com wycofała się ze sponsorowania kolarstwa, w związku z czym grupa nie wystąpiła o licencję ProTour. W marcu 2008 UCI przyznało jednak grupie tzw. „dziką kartę” umożliwiającą tej drużynie start w imprezach ProTour 2008.

## Nazwa grupy w poszczególnych latach
| lata      | nazwa                      |
| --------- | -------------------------- |
| 2004      | MrBookmaker.com-Palmans    |
| 2005      | MrBookmaker.com-SportsTech |
| 2006–2007 | Unibet.com                 |
| 2008      | Cycle Collstrop            |

## Skład 2007
| Zawodnik              | Data urodzenia | Narodowość      | Grupa w sezonie 2006   |
| Jimmy Casper          | 28-05-1978     | Francja         | Cofidis                |
| Baden Cooke           | 12-10-1978     | Australia       | Unibet.com             |
| Arnaud Coyot          | 06-10-1980     | Francja         | Cofidis                |
| Markus Eichler        | 18-02-1982     | Niemcy          | Team Regiostrom-Senges |
| Carlos Garcia Quesada | 18-04-1978     | Hiszpania       | Unibet.com             |
| Gorik Gardeyn         | 17-03-1980     | Belgia          | Unibet.com             |
| Víctor Hugo Peña      | 10-07-1974     | Kolumbia        | Phonak Hearing Systems |
| Michał Gołaś          | 29-04-1984     | Polska          | Pacific Toruń          |
| Jeremy Hunt           | 12-03-1974     | Wielka Brytania | Unibet.com             |
| Gustav Larsson        | 20-09-1980     | Szwecja         | La Française des Jeux  |
| Jonas Ljungblad       | 15-01-1979     | Szwecja         | Unibet.com             |
| Matthé Pronk          | 01-07-1974     | Holandia        | Unibet.com             |
| Laurens ten Dam       | 13-11-1980     | Holandia        | Unibet.com             |
| Erwin Thijs           | 06-08-1970     | Belgia          | Unibet.com             |
| Rigoberto Uran        | 26-01-1987     | Kolumbia        | Team Tenax Salmilano   |
| Matthew Wilson        | 01-10-1977     | Australia       | Unibet.com             |
| Stijn Vandenbergh     | 25-04-1984     | Belgia          | neo-pro                |
| Marco Zanotti         | 21-01-1974     | Włochy          | Unibet.com             |